# 高芸生
高芸生（1910年—1966年7月6日），名际洲。河北武清人。中华人民共和国政治人物。

## 生平
早年参加少年共产主义先锋队，参加了一二九运动。之后长期从事地下工作，后担任豫西行辕主任、中原临时人民政府秘书长。1949年11月，任中共大冶工矿委员会书记。1952年12月，任部属华钢副总经理兼大冶钢厂厂长，后任中共湖北省委委员、中南财经委员会副主任、武汉钢铁公司副总经理等职。1956年，调任中共北京钢铁学院委员会第一书记兼北京钢铁学院院长。文革发生后，不堪工作组和红卫兵的迫害，于1966年7月6日自杀身亡。